# Dagboek van een krankzinnige (Tolstoj)
 Dagboek van een krankzinnige   (Russisch: Записки сумасшедшего) uit 1884 is een kort verhaal  van de Russische schrijver Leo Tolstoj. Het werd pas na zijn dood in 1912 voor het eerst gepubliceerd.

## Inhoud
Een anonieme verteller verhaalt dat hij die dag door het gouvernementsbestuur tot niet-krankzinnig is verklaard. Zelf heeft hij naar eigen zeggen gepoogd zich niet bloot te geven. Want hij heeft een taak op zich genomen die hij niet kan uitvoeren als hij is opgesloten in een krankzinnigengesticht. Zelf weet hij donders goed dat hij gek is.
Tot zijn 35e heeft hij een vrij normaal leven geleid, afgezien van een enkele paniekaanval in zijn jeugd. Maar gaandeweg lokte het besef sterfelijk te zijn een schizofrene nachtmerrie bij hem uit. Zijn “ik” dissocieerde. Hij probeert zijn gevoelens in de hand te houden door zich te storten op de religie.
Tijdens een mis besefte hij dat de boeren, die hij via de aankoop van een landgoed aan zich wilde onderwerpen, zijn broeders zijn. Alle angst verliet hem en hij deelt later 36 roebel uit bij de ingang van het kerkgebouw aan de bedelaars.